# 450 Brigitta
450 Brigitta (mednarodno ime je tudi 450 Brigitta) je  asteroid, ki kaže značilnosti treh tipov C, S in U (po Tholenu), v glavnem asteroidnem pasu.

## Odkritje
Asteroid sta odkrila nemška astronoma Max Wolf (1836–1932) in Arnold Schwassmann (1870–1964) 10. oktobra 1899 v Heidelbergu. Izvor imena ni znan.

## Značilnosti
Asteroid Brigitta obkroži Sonce v 5,23 letih. Njegov tir ima izsrednost 0,100, nagnjen pa je za 10,157 ° proti ekliptiki. Njegov premer je 33,32 km.